# جوليان ستانفورد
جوليان ستانفورد (بالإنجليزية: Julian Stanford)‏ هو لاعب كرة قدم أمريكية أمريكي، ولد في 2 سبتمبر 1990 في Bloomfield, Connecticut ‏ في الولايات المتحدة.

## وصلات خارجية
- جوليان ستانفورد على موقع مرجع كرة القدم المحترفة.كوم (الإنجليزية)